# Podchybie (powiat wadowicki)
Podchybie – wieś w Polsce położona w województwie małopolskim, w powiecie wadowickim, w gminie Lanckorona.
W latach 1975–1998 miejscowość należała administracyjnie do województwa bielskiego.
Miejscowość położona jest na wysokości 280 m n.p.m., na północ od Izdebnika, na Pogórzu Wielickim, u stóp Pochowa (397 m n.p.m.).
Znajduje się tu dwór murowany z końca XVIII wieku; przed 1918 r. własność Władysława Rozwadowskiego h. Rogala, którego żona, Paulina Steinkeller była córką znanego przemysłowca Piotra Antoniego Steinkellera.